# 1701년 왕위계승법
1701년 왕위계승법(Act of Settlement 1701)은 1701년에 권리장전을 개정한 법으로 영국의 왕위 계승을 정한 법이다.

## 개요
1701년 당시 잉글랜드의 왕을 겸하고 있던 네덜란드의 통치자 오라녜 공 윌리엄 3세에게는 대를 이을 아들이 없었다. 처제 앤과 조지 부부의 아들들이 왕위를 이을 것으로 기대되고 있었지만, 그녀의 아들들은 모조리 요절하였다. 앤 이후 국왕으로 가장 유력한 후보가 앤의 이복동생으로 카톨릭 교도였던 제임스 프랜시스 에드워드 스튜어트였다. 그의 즉위를 막기 위해, 잉글랜드 의회에서 왕위계승법이 제정되었다.
이 법에서 정한 주요 조항은 다음과 같다.
- 왕위 계승자는 스튜어트가의 혈통을 받는 자에 한한다.
- 잉글랜드 성공회 신자만이 왕위 계승권을 가진다. (가톨릭 신도는 왕이 될 수 없다). 뿐만 아니라 그 배우자도 국교회 교인이어야 한다.

이 조항은 제임스 프란시스를 비롯해 아래와 같은 혈통상의 권리자의 대부분이 배제되었고, 엘리자베스 공주의 막내 딸 · 하노버 왕국의 공주 소피와 그 자손에게 상속권자가 제한되었다.
- 찰스 1세의 공주 헨리에타 앤의 혈통을 이어 사보이 공작 공주 안나 마리아와 그 자손
- 제임스 1세의 공주 엘리자베스의 혈통을 받는 사람 중 오를레앙 공 왕비 엘리자베스 샬롯(엘리자베스의 차남 팔츠 선제후 카를 1세 루드비히의 딸)와 그 자손
- 엘리자베스의 혈통을 받는 사람 중 신성 로마 황후 아말리아 빌헬미네 (엘리자베스의 여섯째 에드워드의 손자)와 그 자손

외국 출신의 왕은 의회의 승인을 얻어야 하며, 잉글랜드 국외의 영지로 출병할 수 없다.
왕은 의회의 승인 없이는 잉글랜드 국외에 나올 수 없다. (1714년 폐지)

## 배경
이것은 자코바이트의 위협이 배경에 있었다. 이 왕위계승법이 없었다면 앤 여왕의 사후 명예혁명에 의해 왕좌를 쫓겨난 제임스 2세의 장남 (앤의 이복동생) 제임스 프란스시 에드워드에게 왕위가 넘어갈 가능성이 커졌기 때문이다. 이 법에 의해 천주교도를 왕위에서 내쫓았을 때 가톨릭이 비교적 많은 스튜어트 가의 발상지인 스코틀랜드에서 반발이 일어났다. 스코틀랜드 의회에서 1703년 스코틀랜드의 왕이 스스로 의결한 안보법(the Act of Security)이 성립되었다. 이에 대해 잉글랜드 측은 교역 제한 등의 압력을 가했기 때문에 스코틀랜드는 경제적으로 궁지에 몰렸다. 그 결과, 1707년에 합병법이 성립되었고, 스코틀랜드 의회는 스스로 해산을 선언하고 잉글랜드와 스코틀랜드가 병합되어 그레이트 브리튼 왕국이 성립되었다. 1714년 앤 여왕이 죽자 왕위계승법에 의해 소피의 장남 하노버 왕국의 게오르그가 영국 왕 조지 1세로 즉위하였다.

## 2013년 왕위 계승법
영국 정부는 2011년 퍼스 협약에 의해 같은 해에 왕위계승법의 부분 개정 절차를 시작했다. 구체적인 개정 내용은 다음과 같다.
- 가톨릭 신자와 결혼에 의한 왕위계승권을 상실 조항의 철폐(이미 상실된 사람도 계승권을 회복한다).
- 남자 우선을 고쳐 남녀의 구별 없이 상속 순위를 출생 순서(장자 우선 계승)로 한다. (2011년 10월 28일 이후 출생자에 적용)
- 왕위 계승 순위의 최상위 6명 이외에 국왕에 의한 결혼 승인을 요구하는 조항 철폐

1772년 왕실결혼법은 조지 2세의 후손(외국의 왕족과 결혼한 공주와 그 자손 제외)이 영국 국왕의 허락없이 한 결혼을 무효로 하고 있었지만, 이 법이 폐지되었다.
개정된 왕위계승법은 연방 각국의 법제에서 퍼스 협약의 실시와 동시에 2015년 3월 26일부터 시행되고 있다.

## 같이 보기
- 영국의 왕위 계승 순위
- 1707년 연합법